# Waldstein (Gebirgszug)

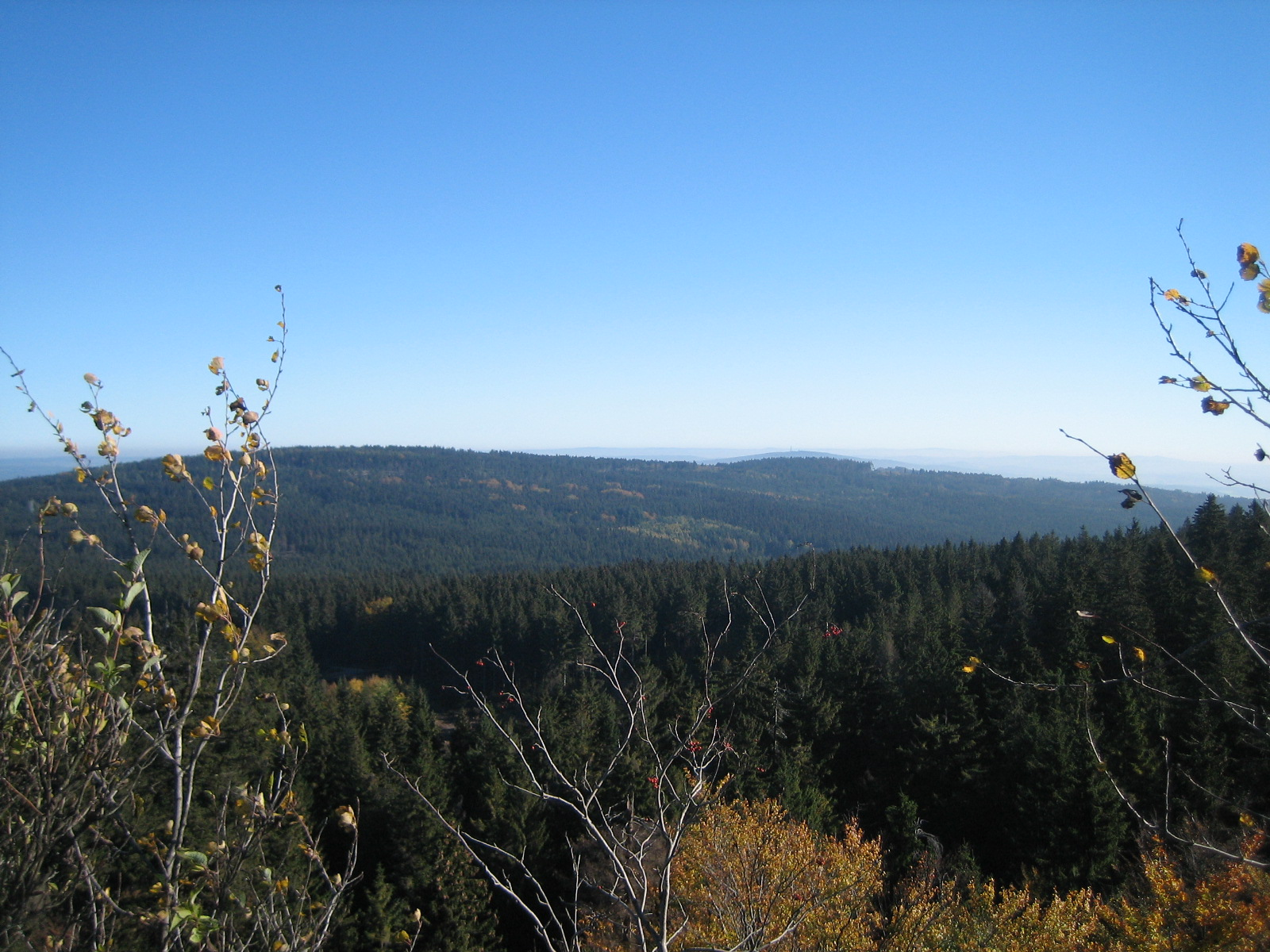
Der Waldstein (Blick nach Nordosten)

Der Waldstein ist ein nördlicher Gebirgszug des Fichtelgebirges in Oberfranken, Bayern. Naturräumlich gehört er zur Haupteinheit Hohes Fichtelgebirge (394). Seit September 2010 existiert ein Neuentwurf der Naturräume Nordostbayerns, laut der der Waldsteinzug (inklusive Kornberg) eine eigenständige Einheit ist.

## Geographie
Höchste Erhebung ist der Große Waldstein (877 m). Im Westen beginnend befinden sich noch auszugsweise auf dem Gebirgszug: Die Bärenhöhe (785 m) und der Bergkopf (857 m), dann der Gratzberg (721 m), der Predigtberg (725 m) und der Reutberg (750 m), der Lehstenberg (768 m), der Vordere Mittelberg (682 m), der Schnittlein (747 m) und der Schindelberg (737 m), der Kreuzstein (695 m) und der Wechselbühl (695 m). Des Weiteren der Epprechtstein (798 m), der Kleine Waldstein (829 m) und der Höhenrücken des Hallersteiner Waldes südlich des Ortes Hallerstein, der Hintere Mittelberg (666 m) und der Schiedarangen (666 m). Im Osten bilden der Kleine Kornberg (678 m) zusammen mit dem Reutbühl (610 m) den Übergang zum Großen Kornberg.

## Topographie
Während im Westen der Gebirgszug bei Gefrees sanft ausläuft und im Talpass zwischen Schneeberg und Waldstein der am Schneeberg entspringende Kornbach und die Staatsstraße 2180 von Weißenstadt nach Gefrees das Fichtelgebirge nach Westen verlassen, verlässt im Osten im Talpass zwischen Waldstein und Kornberg die am Bergkopf entspringende Lamitz zusammen mit der Kreisstraße WUN 5 und der Bahnstrecke Weiden–Oberkotzau von Niederlamitz nach Schwarzenbach an der Saale das Gebirge nach Norden. Dazwischen liegen die Bergpässe von Weißenstadt nach Sparneck, von Kirchenlamitz nach Weißdorf und von Kirchenlamitz nach Schwarzenbach an der Saale zur Überquerung des Gebirgszuges.
Der Waldsteinzug bildet im östlichen Teil grob auch die Sprachgrenze zwischen ostfränkischem und bairischem Dialekt, da die Besiedlung sich entlang der im Fichtelgebirge entspringenden Flüsse Saale, Weißer Main, Eger und Fichtelnaab entwickelte. Der Name Waldsteiner Kette für die gesamte Nordflanke des Fichtelgebirges geriet in Vergessenheit und wird nicht mehr verwendet.

## Geologie
Geologisch besteht der Gebirgsstock im Wesentlichen aus Granit. Die Geschichte seiner Orogenese beginnt im Präkambrium etwa vor 750–800 Millionen Jahren – fast 20 % der Erdgeschichte, was nur auf wenige der heute noch bestehenden Rumpfgebirge zutrifft.

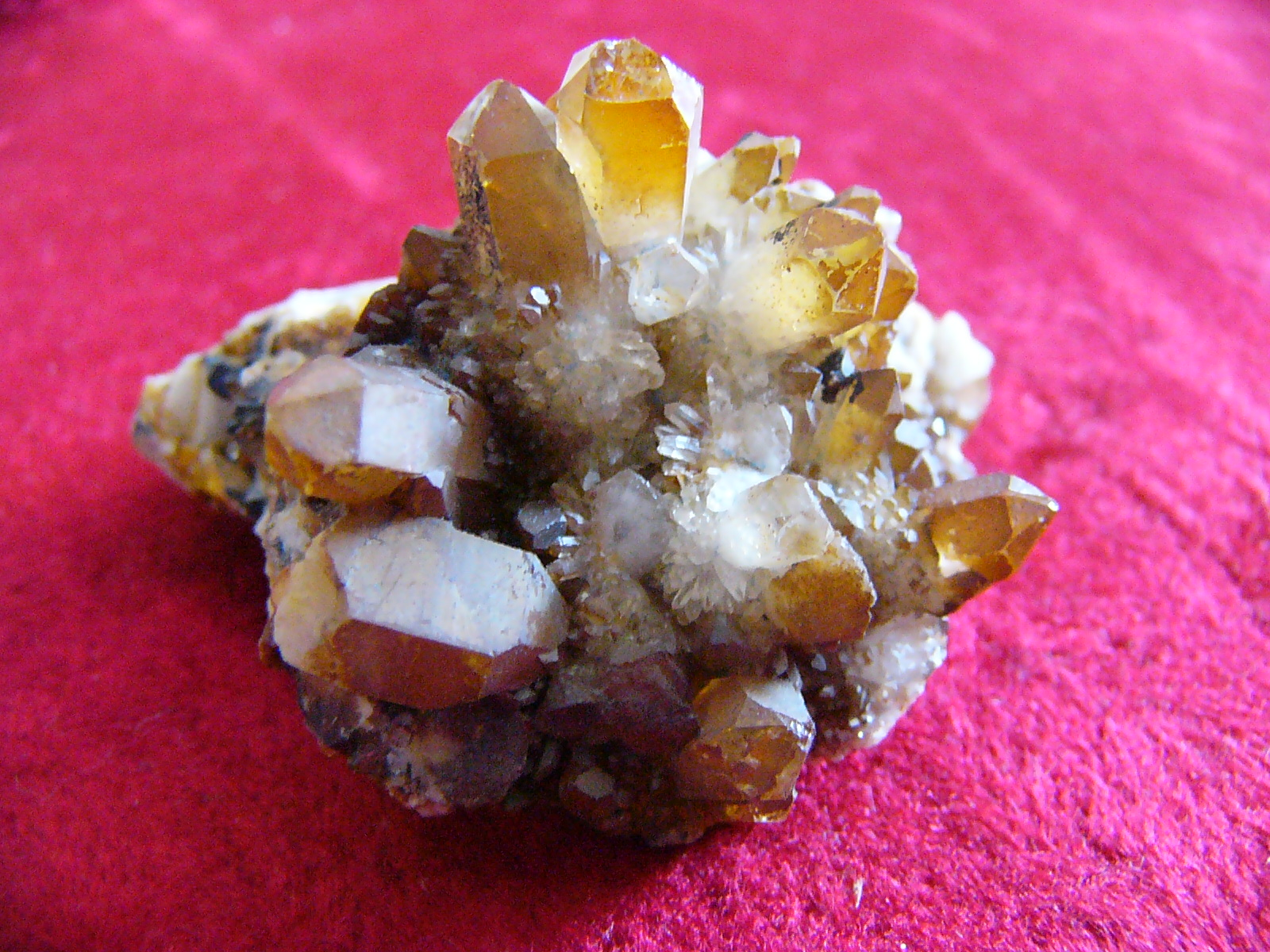
Kristall vom Waldstein
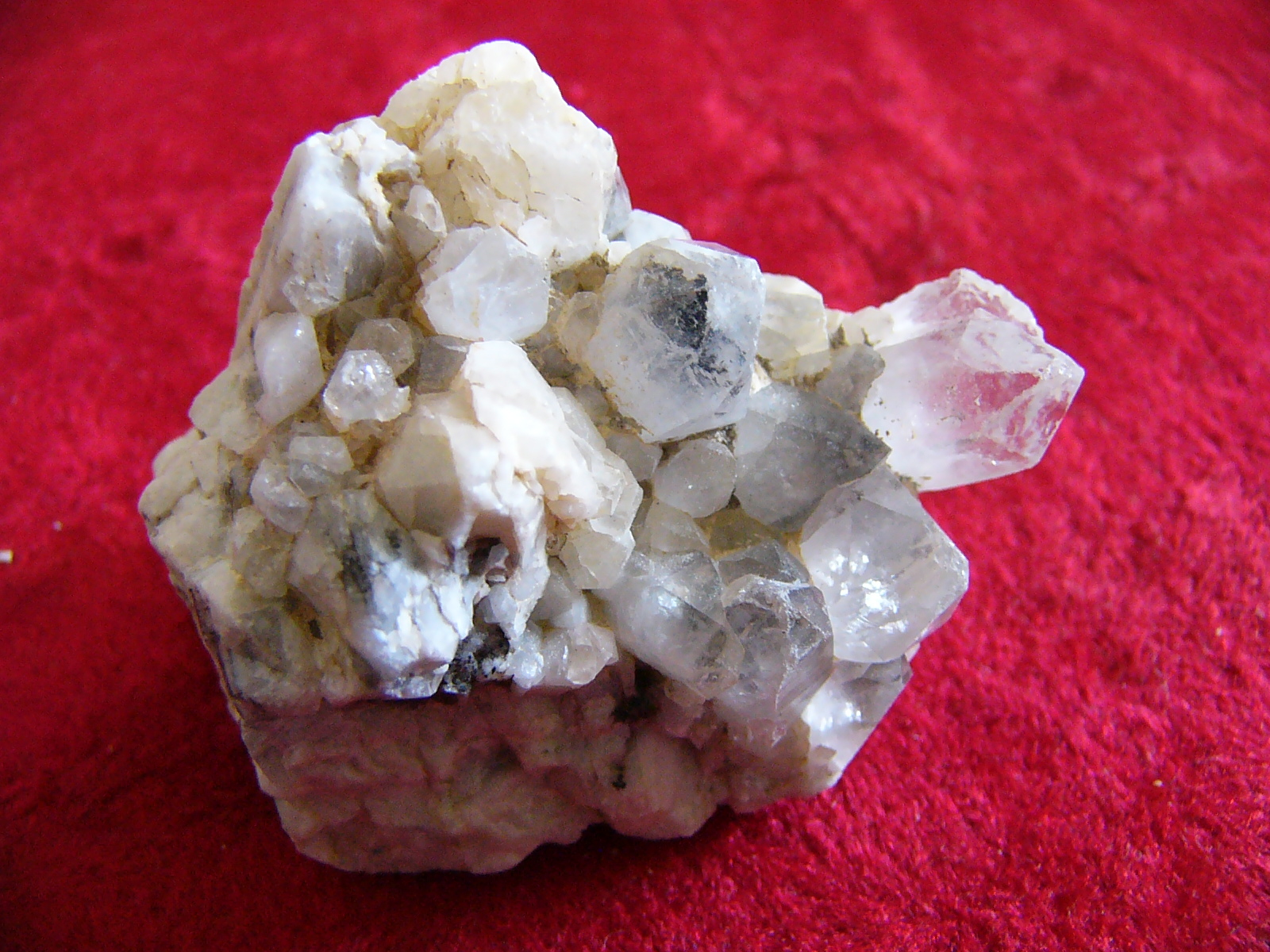
Bergkristall
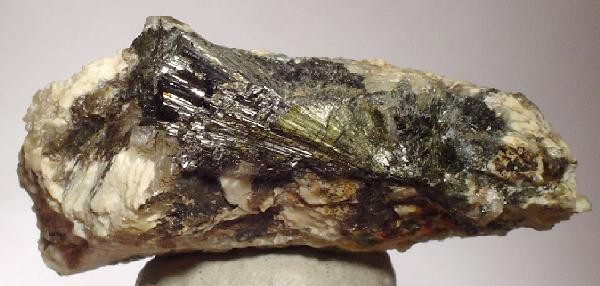
Turmalin

## Bauwerke
Auf dem Großen Waldstein befindet sich der Sender Großer Waldstein, auf dem Epprechtstein die Ruine der Burg Epprechtstein.

## Karten
- Fritsch Wanderkarte 1:50.000 Fichtelgebirge-Steinwald